# 羅斯代爾 (密西西比州)
羅斯代爾（英語：Rosedale）是一個位於美國密西西比州玻利瓦爾縣的城市。根據2010年美國人口普查，該地共人口1,873人，而該地的面積約為14.20平方千米。同時該地也和克里夫蘭同为玻利瓦爾縣的縣治。

## 地理
羅斯代爾的座標為33°51′13″N 91°01′37″W / 33.85361°N 91.02694°W，而該地的平均海拔高度為46米（即151英尺）。